# Сейл (Австралия)
Сейл (англ. Sale) — город в австралийском штате Виктория.

## География и климат
Город Сейл находится на юго-востоке Австралии, в избирательном округе Гиппсленд, в 212 километрах восточнее Мельбурна. Административный центр графства Веллингтон в федеральном штате Виктория. Название своё получил в честь британского генерала Роберта Генри Сейла, героя Первой англо-афганской войны.
Наиболее тёплыми для Сейла являются январь и февраль со среднемесячными температурами около +25°С. Наиболее прохладный — июль (от +3°С до +14°С). Осадки достаточно обильные, равномерно распределённые в течение года.
Через город протекают реки Латроб и её приток Томсон.

## История
Первые европейские поселенцы осели на месте нынешнего Сейла в 1844 году. В 1848, за три года до официального основания города здесь, на Латроуб-ривер, была создана почтовая станция. После открытия золотого месторождения близ Омео в 1851 г. город начинает быстро расти. В 1863 году здесь проживало уже 1800 человек. В 1875 году к Сейлу подводится железная дорога, и в 1878 она связывает его со столицей штата, Мельбурном. В 1941 году возле города строится военно-воздушная база. После открытия у берегов штата Виктория в 1965 году нефтяных и газовых месторождений Сейл становится местом жительства для занятых на этих промыслах работников Esso Australia и BHP Billiton. Добыча нефти и газа являются одними из важнейших факторов, определяющих экономику города.